# Battlefield (Missouri)
Pour les articles homonymes, voir Battlefield.
Battlefield est une ville du comté de Greene, dans le Missouri, aux États-Unis,. Située au sud du comté, elle est incorporée en 1971.

## Démographie
Lors du recensement de 2010, la ville comptait une population de 5 590 habitants. Elle est estimée, en 2016, à 6 138 habitants.

### Source de la traduction
- (en) Cet article est partiellement ou en totalité issu de l’article de Wikipédia en anglais intitulé « Battlefield, Missouri » (voir la liste des auteurs).